# Las Amapolas
Las Amapolas är en ort i Mexiko.   Den ligger i kommunen Veracruz och delstaten Veracruz, i den sydöstra delen av landet, 300 km öster om huvudstaden Mexico City. Las Amapolas ligger 19 meter över havet och antalet invånare är 14 553.
Terrängen runt Las Amapolas är platt, och sluttar österut. Runt Las Amapolas är det mycket tätbefolkat, med 1 221 invånare per kvadratkilometer. Närmaste större samhälle är Veracruz, 6,6 km nordost om Las Amapolas. Runt Las Amapolas är det i huvudsak tätbebyggt.